# Каскол
«Каскол» — российская группа компаний. Штаб-квартира — в Москве. Компания создана в 1988 году, основная сфера деятельности — аэрокосмический сектор промышленности РФ.

## Собственники и руководство
«Каскол» — группа компаний, созданная предпринимателем Сергеем Недорослевым. В ряде проектов его партнёром с долей в 20 % являлся Виктор Григорьев.
Председатель совета директоров — Сергей Недорослев.

## Деятельность
Состав активов Группы «Каскол» менялся, и на июль 2006 компания владела акциями Российской космической корпорации «Энергия» (около 10 %), НПО «Энергомаш» (19,9 %, производит ракетные двигатели), «Моторостроителя» (более 25 %), завода «Гидромаш» (42 %), авиастроительного завода «Сокол» (более 40 %, производит самолеты МиГ-29, МиГ-31), авиакомпании «Волга- Днепр» (около 49 %), авиакомпании «Атлант-Союз» (25 %), совместного предприятия с компанией Airbus — инженерный центр «ИКАР». Также «Касколу» в партнёрстве с компанией «Промышленные инвесторы» Сергея Генералова принадлежит компания «Авиа Менеджмент Групп» (у «Каскола» — 50 % минус 1 акция), развивающая систему авиатакси Dexter и проект «Velvet club», а также проект «Adams» (производство композитного бизнес джета).
Ранее Группе принадлежали 25 % УУАЗа (завод в городе Улан-Удэ, производит вертолеты Ми-8 и самолеты Су-24), крупный пакет Ростовского вертолётного завода (производит вертолеты Ми-28, Ми-24, Ми-28), около 40 % ИАПО (Иркутский авиазавод, производит самолеты СУ-30МКИ), а также крупные пакеты в судостроительных предприятиях: ОАО «Балтийский завод», ОАО «Слип», «Айсберг», ЦКБ «Лазурит».
Финансовые показатели компании не раскрываются.

## Интересные факты
О предыстории компании рассказывает Михаил Веллер в своем сборнике рассказов «Легенды Арбата» (рассказ «Самолёт»).